# Chinese Super League 2015
Die Chinese Super League 2015 war die 12. Spielzeit der höchsten chinesischen Fußballliga im Männerfußball. Die Saison begann am 7. März und wurde am 31. Oktober 2015 mit dem 30. Spieltag beendet. Zu dieser Saison aufgestiegen sind Chongqing Lifan sowie Shijiazhuang Ever Bright. Titelverteidiger war Guangzhou Evergrande.
Guangzhou Evergrande wurde zum fünften Mal Meister und qualifizierte sich für die AFC Champions League 2016. Shanghai SIPG und Shandong Luneng Taishan starteten als Ligazweiter und -dritter in der Qualifikation zur Champions League. In die China League One absteigen mussten Guizhou Renhe und Shanghai Shenxin.

## Teilnehmer der Saison 2015
| - Beijing Guoan - Changchun Yatai - Chongqing Lifan - Guangzhou Evergrande - Guangzhou R&F - Guizhou Renhe - Hangzhou Nabel Greentown - Henan Construction | - Jiangsu Guoxin-Sainty - Liaoning Hongyun - Shandong Luneng Taishan - Shanghai SIPG - Shanghai Shenhua - Shanghai Shenxin - Shijiazhuang Ever Bright - Tianjin Teda |

## Abschlusstabelle
| Pl. | Verein                       | Sp. | S  | U  | N  | Tore    | Diff. | Punkte |
| --- | ---------------------------- | --- | -- | -- | -- | ------- | ----- | ------ |
| 1.  | Guangzhou Evergrande (M)     | 30  | 19 | 10 | 1  | 071:280 | +43   | 67     |
| 2.  | Shanghai SIPG                | 30  | 19 | 8  | 3  | 063:350 | +28   | 65     |
| 3.  | Shandong Luneng Taishan (P)  | 30  | 18 | 5  | 7  | 066:410 | +25   | 59     |
| 4.  | Beijing Guoan                | 30  | 16 | 8  | 6  | 046:260 | +20   | 56     |
| 5.  | Henan Construction           | 30  | 12 | 10 | 8  | 035:300 | +5    | 46     |
| 6.  | Shanghai Shenhua             | 30  | 12 | 6  | 12 | 042:440 | −2    | 42     |
| 7.  | Shijiazhuang Ever Bright (N) | 30  | 8  | 15 | 7  | 034:310 | +3    | 39     |
| 8.  | Changchun Yatai              | 30  | 8  | 11 | 11 | 039:470 | −8    | 35     |
| 9.  | Jiangsu Guoxin-Sainty        | 30  | 9  | 8  | 13 | 039:480 | −9    | 35     |
| 10. | Chongqing Lifan (N)          | 30  | 9  | 8  | 13 | 037:520 | −15   | 35     |
| 11. | Hangzhou Nabel Greentown     | 30  | 8  | 9  | 13 | 027:350 | −8    | 33     |
| 12. | Guangzhou R&F                | 30  | 8  | 7  | 15 | 035:410 | −6    | 31     |
| 13. | Tianjin Teda                 | 30  | 7  | 10 | 13 | 039:460 | −7    | 31     |
| 14. | Liaoning Hongyun             | 30  | 7  | 10 | 13 | 030:460 | −16   | 31     |
| 15. | Guizhou Renhe                | 30  | 7  | 8  | 15 | 039:520 | −13   | 29     |
| 16. | Shanghai Shenxin             | 30  | 4  | 5  | 21 | 030:700 | −40   | 17     |

| Zum Saisonende 2015: |                                                                                      |
| Chinesischer Meister und Teilnahme an der AFC Champions League 2016: Guangzhou Evergrande Teilnahme an den Play-offs zur AFC Champions League 2016: Shanghai SIPG Teilnahme an der Zweiten Qualifikationsrunde zur AFC Champions League 2016: Shandong Luneng Taishan Absteiger in die China League One 2016: Guizhou Renhe & Shanghai Shenxin |                                                                                      |
| |                                                                                      |
| Zum Saisonende 2014: |                                                                                      |
| (M) | Amtierender Meister: Guangzhou Evergrande                                            |
| (P) | Amtierender Pokalsieger: Shandong Luneng Taishan                                     |
| (N) | Aufsteiger aus der China League One 2014: Chongqing Lifan & Shijiazhuang Ever Bright |

## Spieler-Statistiken

### Torschützenliste
Bei gleicher Anzahl von Treffern sind die Spieler alphabetisch geordnet.
| Platz                  | Spieler            | Mannschaft               | Tore |
| ---------------------- | ------------------ | ------------------------ | ---- |
| 01.                    | Aloísio            | Shandong Luneng Taishan  | 22   |
| 02.                    | Ricardo Goulart    | Guangzhou Evergrande     | 19   |
| 03.                    | Dejan Damjanović   | Beijing Guoan            | 16   |
| 04.                    | Hernán Barcos      | Tianjin Teda             | 15   |
| 04.                    | Emmanuel Gigliotti | Chongqing Lifan          | 15   |
| 06.                    | Wu Lei             | Shanghai SIPG            | 14   |
| 07.                    | Gao Lin            | Guangzhou Evergrande     | 13   |
| 07.                    | Jacob Mulenga      | Shijiazhuang Ever Bright | 13   |
| 09.                    | Tobias Hysén       | Shanghai SIPG            | 12   |
| 09.                    | Anselmo Ramon      | Hangzhou Nabel Greentown | 12   |
| Stand: Ende der Saison |                    |                          |      |

### Vorlagengeberliste
Bei gleicher Anzahl von Vorlagen sind die Spieler alphabetisch geordnet.
| Platz                  | Spieler         | Mannschaft              | Vorlagen |
| ---------------------- | --------------- | ----------------------- | -------- |
| 01.                    | Olívio da Rosa  | Henan Jianye            | 10       |
| 01.                    | Ricardo Goulart | Guangzhou Evergrande    | 10       |
| 03.                    | Pablo Batalla   | Beijing Guoan           | 9        |
| 03.                    | Hao Junmin      | Shandong Luneng Taishan | 9        |
| 05.                    | Sergio Escudero | Jiangsu Guoxin-Sainty   | 8        |
| 05.                    | Hernán Barcos   | Tianjin Teda            | 8        |
| 05.                    | Wu Lei          | Shanghai SIPG           | 8        |
| 05.                    | Dario Conca     | Shanghai SIPG           | 8        |
| 05.                    | Sejad Salihović | Guizhou Renhe           | 8        |
| 05.                    | Wang Dong       | Chongqing Lifan         | 8        |
| Stand: Ende der Saison |                 |                         |          |

### Scorerliste
Bei gleicher Anzahl von Scorer sind die Spieler alphabetisch sortiert.
| Platz                  | Spieler            | Mannschaft              | Tore | Vorlagen | Scorer |
| ---------------------- | ------------------ | ----------------------- | ---- | -------- | ------ |
| 01                     | Aloísio            | Shandong Luneng Taishan | 22   | 07       | 29     |
|                        | Ricardo Goulart    | Guangzhou Evergrande    | 19   | 10       | 29     |
| 03                     | Hernán Barcos      | Tianjin Teda            | 15   | 08       | 23     |
| 04                     | Wu Lei             | Shanghai SIPG           | 14   | 08       | 22     |
| 05                     | Pablo Batalla      | Beijing Guoan           | 10   | 09       | 19     |
| 06                     | Dario Conca        | Shanghai SIPG           | 09   | 08       | 17     |
|                        | Olívio da Rosa     | Henan Jianye            | 07   | 10       | 17     |
| 08                     | Daniel Chima       | Shanghai Shenxin        | 10   | 06       | 16     |
| 09                     | Emmanuel Gigliotti | Chongqing Lifan         | 15   | 0        | 15     |
|                        | Tobias Hysén       | Shanghai SIPG           | 12   | 03       | 15     |
| Stand: Ende der Saison |                    |                         |      |          |        |

## Auszeichnungen
- Chinese Football Association Footballer of the Year:  Ricardo Goulart (Guangzhou Evergrande)
- Chinese Super League Golden Boot Winner:  Aloísio (Shandong Luneng Taishan)
- Chinese Super League Domestic Golden Boot Award:  Wu Lei (Shanghai SIPG)
- Chinese Football Association Goalkeeper of the Year:  Zeng Cheng (Guangzhou Evergrande)
- Chinese Football Association Manager of the Year:  Luiz Felipe Scolari (Guangzhou Evergrande)
- Chinese Super League Team of the Year (442):[4]

| Torhüter                          | Abwehr | Mittelfeld | Stürmer                                                       |
| --------------------------------- | --- | --- | ------------------------------------------------------------- |
| Zeng Cheng (Guangzhou Evergrande) | Zhang Linpeng (Guangzhou Evergrande) Kim Young-Gwon (Guangzhou Evergrande) Feng Xiaoting (Guangzhou Evergrande) Xu Yunlong (Beijing Guoan) | Zheng Zhi (Guangzhou Evergrande) Huang Bowen (Guangzhou Evergrande) Wu Xi (Jiangsu Guoxin Sainty) Darío Conca (Shanghai SIPG) | Ricardo Goulart (Guangzhou Evergrande) Wu Lei (Shanghai SIPG) |